# Акцынов, Всеволод Аркадьевич
Всеволод Аркадьевич Акцынов (род. 15 августа 1947, Кисловодск, СССР) — советский и российский художник, член-корреспондент Российской академии художеств (2018). Заслуженный художник Российской Федерации (2001).

## Биография
Родился в Кисловодске, в семье художников А. В. Акцынова (1910—1997) и Л. М. Акцыновой (1910—1997).
Учился в Красноярском художественном училище и Институте живописи, скульптуры и архитектуры им. И. Е. Репина. Дипломная работа — эскизы росписи по керамике «Цирк» для циркового фойе (1974), руководитель А.А. Мыльников. Художник-стажер творческой мастерской монументальной живописи АХ СССР под руководством А.А. Мыльникова (1975-1979).
Профессор кафедры живописи и композиции Санкт-Петербургской академии художеств имени Ильи Репина.
Член Союза художников с 1982 года.  В 2001 году присвоено почётное звание «Заслуженный художник Российской Федерации». Член-корреспондент Российской Академии художеств по отделению живописи с 2018 года.
Произведения В. А. Акцынова находятся в музеях и частных собраниях в России и за рубежом.

## Семья
- Жена — Вера Андреевна Мыльникова (род. 1950), художник.
- Дочь — Дарья Всеволодовна Мыльникова-Акцынова (1974—2021), художник.
- Сын — Андрей Всеволодович Акцынов (род. 1987), журналист.